# Festival de Cinema d'Animació d'Annecy
El Festival Internacional de Cinema d'Animació d'Annecy, en francès Festival International du film d'animation d'Annecy va ser creat l'any 1960 a Annecy (França) i des d'aleshores s'ha convertit en un important esdeveniment anual per la ciutat. Juntament amb el Festival de Cinema Internacional d'Animació d'Ottawa al Canadà, el Festival Internacional d'Animació d'Hiroshima al Japó, i el Festival Mundial de Cinema d'Animació de Zagreb a Croàcia. està organitzat i subvencionat per L'Associació Internacional de Cinema d'Animació o ASIFA.
El festival és una competició entre films d'animació i els premis estan classificats en les següents cinc categories:
- Llargmetratges
- Curtmetratges
- TV i films per encàrrec
- Premis especials
- VR (Realitat Virtual o Virtual Reality)
- Pel·lícules de graduació

Dins de cada secció també hi ha diferents premis com per exemple El premi de l'audiència o El premi del jurat, que formen part de la categoria de curtmetratges, o El premi de l'audiència jove i el de la millor música original, que estan inclosos dins dels premis especials.

## Història[calcitació]
El Festival Internacional de Cinema d'Animació d'Annecy va ser creat l'any 1960 quan els membres principals de l'esdeveniment, Pierre Barbin, André Martin i Michel Boschet, van aconseguir que la JICA (Journées internationales du cinéma d'animation) s'interessessin per un club de cinema que tenien.
Amb la unió d'ambdós i gràcies els avantatges geogràfics i tècnics que oferia Annecy, com per exemple la proximitat amb l'aeroport de Geneva o la gran presència teatral i relacionada amb l'espectacle de la ciutat, van decidir organitzar allà l'esdeveniment. Un parell d'anys després, el festival ja va convertir-se en quelcom competitiu i l'ASIFA (The International Animated Film Society) va començar a interessar-s'hi, fins al punt que va convertir-lo en un esdeveniment biennal d'importància creixent dins del món de l'animació cinematogràfica. Des d'aleshores, exeptuant l'any 1968 on a causa de problemes de finenciament va cancel·lar-se, el festival va continuar creixent i l'any 1998 va passar de ser biennal a l'anualitat.
Al llarg dels anys doncs, el festival ha anat sumant participants i reconeixement, com amb o la unió de MIFA (International Animation Film Market) a la dècada dels 80 o la creació de la CITIA, que dota el concurs d'uns procediments econòmics i organitzatius concrets basats en la cultura, l'educació i l'economia, a principis dels 2000.
Actualment el festival compte amb la participació d'unes 3000 entitats de competició cinematogràfica procedents de més de 90 països diferents i l'any 2019 per exemple, va aconseguir que es registressin 12300 insígnies diferents.